# Constructo (epistemología)
En epistemología y semántica, un constructo, objeto conceptual u objeto ideal es la clase de equivalencia de procesos cerebrales.
Designen {\displaystyle ~Y} un constructo, {\displaystyle ~P} el conjunto de los procesos cerebrales, y {\displaystyle ~a} y {\displaystyle ~b} dos procesos cerebrales, entonces
{\displaystyle Y=[a]_{Y}=\{b\in P|b\sim _{Y}a\}}.
En otras palabras, «si nos abstraemos de la ideación, que es un proceso concreto del cerebro, y también de la comunicación, que es un proceso físico y social concreto, obtenemos constructos: conceptos (en particular, predicados), proposiciones y cuerpos de proposiciones, por ejemplo, teorías».
Las ciencias formales (la matemática y la semántica filosófica) estudian los constructos y sus propiedades conceptuales como si fueran autónomos, pero sin suponer necesariamente que existen realmente, que es el postulado fundamental del idealismo. Algunos símbolos designan constructos (pues existen símbolos que no designan ningún constructo, como '4/0'). Algunos constructos se refieren a cosas (pues existen constructos que no se refieren a ninguna cosa, como {\displaystyle ~y=ax+b}), pero, a diferencia de ellas, los constructos no pueden cambiar. Algunos constructos representan hechos de cosas (pues existen constructos que no representan ningún hecho, como el autovector {\displaystyle ~a_{i}} en la mecánica cuántica). Algunos constructos son lógicamente verdaderos (pues existen constructos lógicamente falsos, como {\displaystyle ~(\neg p)\leftrightarrow p}). Algunos constructos son matemáticamente verdaderos (pues existen constructos matemáticamente falsos, como {\displaystyle ~A\cup A^{c}=\varnothing } en la teoría de conjuntos). Algunos constructos son fácticamente verdaderos o parcialmente verdaderos (pues existen constructos fácticamente falsos o parcialmente falsos, como {\displaystyle ~\lceil }Los planetas se mueven circularmente{\displaystyle ~\rfloor }). Finalmente, algunos constructos no son ni falsos ni verdaderos, como los conceptos, las definiciones y las normas morales.

## Clasificación
Se distinguen cuatro clases básicas de constructos:
- Conceptos: Unidades con que se construyen las proposiciones. Desde el punto de vista matemático un concepto es (sea un individuo, sea un conjunto, sea una relación).
- Proposiciones: Constructos que satisfacen algún cálculo proposicional y que, por añadidura, pueden ser evaluados en lo que respecta a su grado de verdad.
- Contexto: Conjunto de proposiciones formadas por conceptos con referentes comunes.
- Teoría: Contexto cerrado respecto de las operaciones lógicas.

## Propiedades semánticas
Si un constructo se refiere a objetos conceptuales, entonces las ciencias de lo conceptual se ocupan de caracterizarlo; si se refiere a objetos concretos, es preciso recurrir a las ciencias de lo real.